# Parc régional de Beauharnois-Salaberry
 (janvier 2021).
Le Parc régional de Beauharnois-Salaberry est un parc régional situé dans la municipalité régionale de comté de Beauharnois-Salaberry, dans la région administrative de Montérégie, en Québec, au Canada.
La mission première du parc régional est de mettre en valeur les berges du canal de Beauharnois. Il constitue une vaste installation de loisirs et de loisirs; il est accessible à tous pour la pratique d'activités de plein air et de saines habitudes de vie. Elle offre des paysages fluviaux et champêtres.

## Géographie
À moins d'une heure du centre-ville de Montréal, ce parc linéaire est situé sur la rive sud du fleuve Saint-Laurent, au sud-ouest de Montréal.

## Histoire
Lors de la crise économique des années 1930, le grand projet de pipeline a été réalisé entre les lacs Saint-François et Saint-Louis. Ce projet vise à implanter la Voie maritime du Saint-Laurent au cœur du territoire actuel de la MRC de Beauharnois-Salaberry. Ce projet sur le fleuve Saint-Laurent a duré 3 ans. Ce canal s'étend sur près de 25 kilomètres de longueur et jusqu'à un kilomètre de largeur par endroits. Ce canal était destiné à alimenter la centrale de Beauharnois puis à desservir la voie maritime du Saint-Laurent.
Par la suite, pendant une soixantaine d'années, les berges de la voie maritime sont restées abandonnées et/ou inaccessibles, selon les lieux. Au cours des années 1990, grâce à la coopération entre partenaires, le parc régional de Beauharnois-Salaberry est devenu une réalité. Par conséquent, les citoyens se réapproprient les rives du Saint-Laurent, avec un nouvel accès à de vastes espaces naturels, nautiques, riverains et boisés. La toute première section cyclable de ce parc a été inaugurée en 1996. Les infrastructures, équipements et services du parc sont en constante évolution; il relie les deux pôles urbains de la MRC et se ramifie à l'ensemble de ses municipalités rurales.

## Activités
Ce parc offre 70 km d'asphalte plat et de sentiers multifonctionnels le long du canal de Beauharnois pour les cyclistes, les piétons et les patineurs en ligne. Il s'adresse aux amateurs de plein air, de cyclisme ou de navigation de plaisance.
Ce parc propose des services et équipements:
- 2 rampes de mise à l'eau ("Halte des Plaisanciers" et "Halte des Villages")
- 4 Quais ("Halte des Villages Est et Ouest", "Halte de la Presqu'île", "Halte des Plaisisseurs")
- 13 escales et arrêts accessibles à pied, à vélo ou en voiture pour pique-niquer, observer la nature ou pêcher
- Compostage des abris sanitaires
- 4 tours d'observation
- 9 parkings
- Patrouille à vélo
- Patrouille Sécuri-Parc
- Hébergement de courte durée pour véhicules récréatifs (Halte des Plaisanciers) et motomarines (Halte des Villages Ouest et Halte de la Presqu'île)[1].

## Toponymie
Le toponyme «Parc linéaire de la MRC-de-Beauharnois-Salaberry» a été officialisé le 2 février 2005 à la «Banque de noms de lieux» de Commission de toponymie du Québec.